# Dicrurus forficatus
Dicrurus forficatus là một loài chim trong họ Dicruridae.